# USS LST-839
O USS LST-839 foi um navio de guerra norte-americano da classe LST que operou durante a Segunda Guerra Mundial.